# Mikel Koliqi
Mikel Koliqi (n. 29 septembrie 1902, Shkodër, Albania – d. 28 ianuarie 1997, Shkodër, Albania) a fost un cardinal albanez. În 1945, ca vicar general al Episcopiei de Scutari, a fost arestat de poliția politică Sigurimi și ținut în detenție 38 de ani.
În anul 1994 papa Ioan Paul al II-lea l-a ridicat la demnitatea de cardinal.